# 十勝河口橋
十勝河口橋（日语：／）是日本北海道十勝綜合振興局的一座公路桥梁，位于十勝川的河口处，连接豐頃町和浦幌町，全长928米，主跨165米，承载日本国道336号，1982年3月开工，1992年12月通车。